# Seweryn Oleszczyński

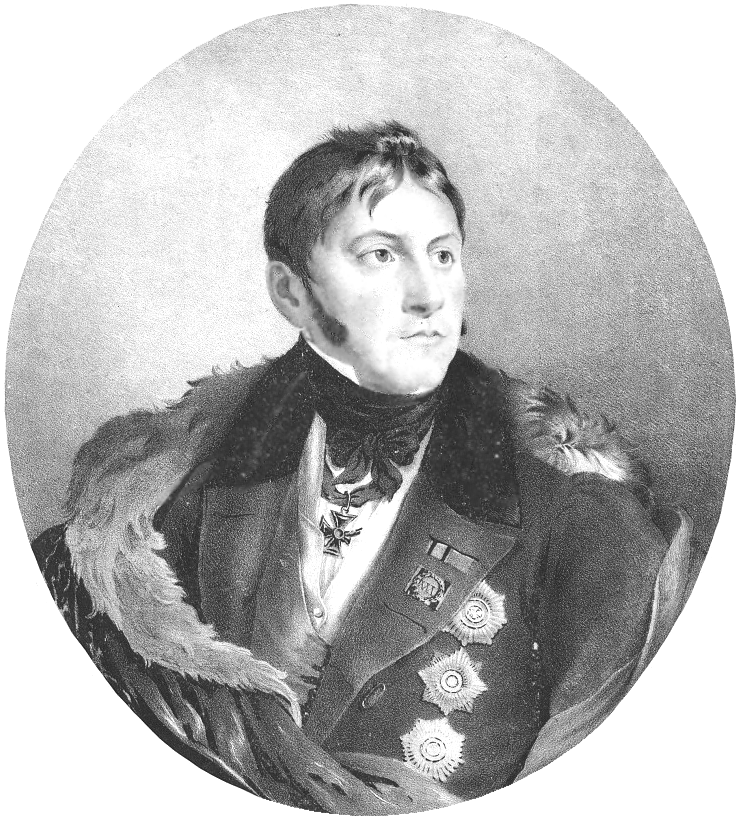
Portret Ksawerego Kosseckiego (litografia)

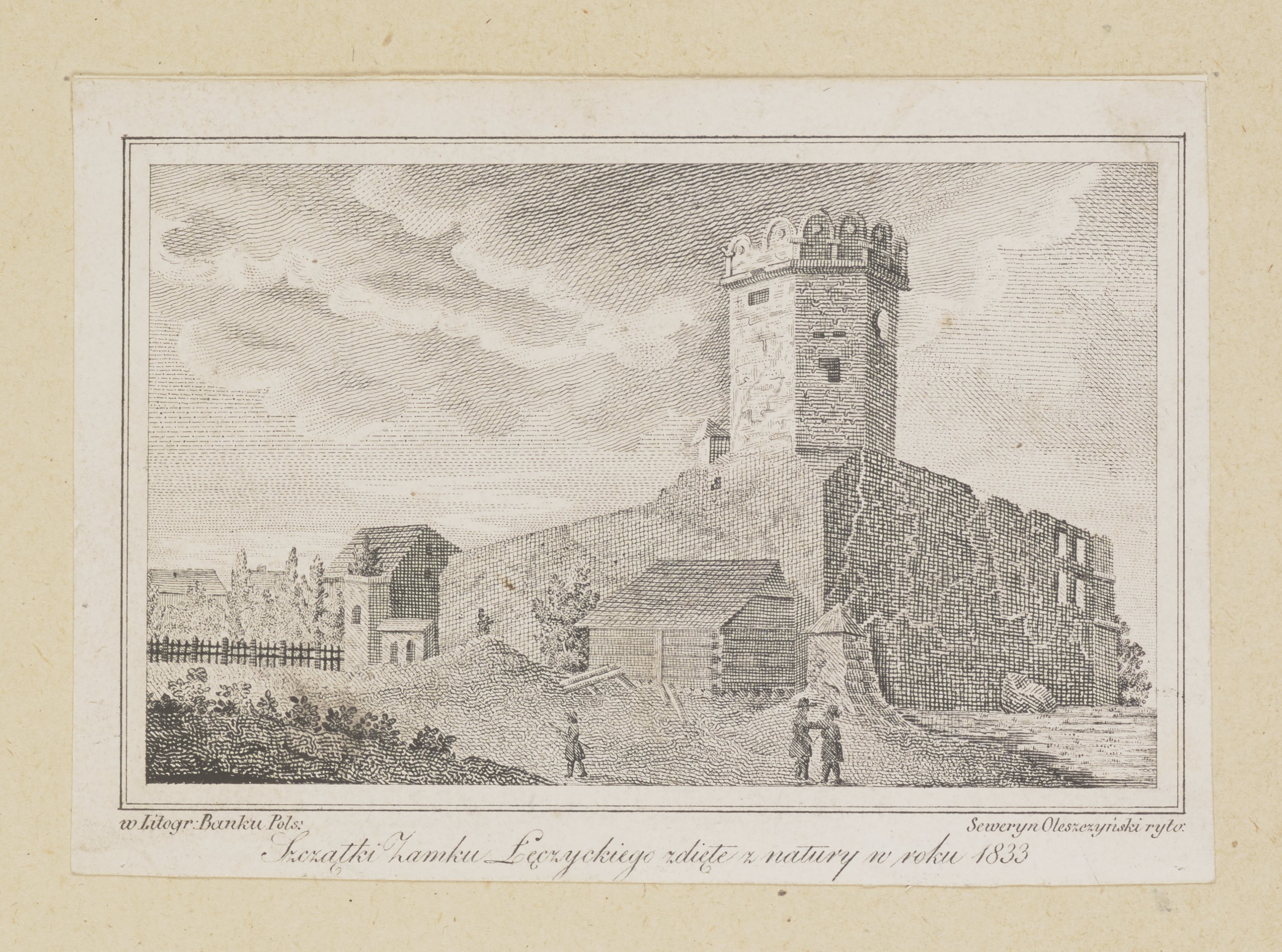
Litografia przedstawiająca ruiny zamku w Łęczycy (1833)

Seweryn Oleszczyński (ur. 1801, zm. 1876 w Warszawie) – litograf i cynkograf w Zakładzie Litografii i Cynkografii Banku Polskiego. 
Studiował od roku 1825 litografię w Niemczech i Francji. Wykładowca kaligrafii w Liceum Warszawskim w latach 1823-25.
Od roku 1837 kierował pracownią graficzną Banku Polskiego w Warszawie. 
Na zlecenie Jana Feliksa Piwarskiego, kustosza Gabinetu Rycin Uniwersytetu Warszawskiego, wykonywał albumy graficzne techniką cynkografii.
Był bratem Antoniego (1794-1879) i Władysława (1807-1866) Oleszczyńskich.